# Aat Ceelen
 (janvier 2019).
Si vous disposez d'ouvrages ou d'articles de référence ou si vous connaissez des sites web de qualité traitant du thème abordé ici, merci de compléter l'article en donnant les références utiles à sa vérifiabilité et en les liant à la section « Notes et références ».
Aat Ceelen, né le 10 octobre 1950 à Rotterdam,, est un acteur et écrivain néerlandais.

## Filmographie

### Cinéma
- 1986 : Abel de Alex van Warmerdam : Le président de réunion
- 1998 : Le P'tit Tony de Alex van Warmerdam : Le boucher[3]
- 1998 : Weekend de Nanouk Leopold
- 1998 : Meedingers de Paula van der Oest
- 2001 : Îles flottantes de Nanouk Leopold : Gijs
- 2005 : Off Screen (nl) de Pieter Kuijpers
- 2013 : It's All So Quiet (cs) de Nanouk Leopold : Le marchand de bétail
- 2013 : Devastated by Love de Ari Deelder : L'homme fouisseur[4]